# Dawa Tsering
Lyonpo Dawa Tsering, född 1935, var utrikesminister i Bhutan 1972-1998 och deltog bland annat i förhandlingar för att förbättra relationerna mellan Bhutan och Kina under 1980-talet.